# Contrafagotconcert
Het contrafagotconcert is de concertovariant met contrafagot. Alhoewel het muziekinstrument reeds in de vroege 18e eeuw verkrijgbaar was, is er slechts weinig voor gecomponeerd als solo-instrument. Dat kwam doordat het instrument destijds duur was in aanschaf, het onzuiver was, maar ook moeilijk te transporteren. Het is relatief groot en zwaar voor wat betreft gewicht en bespelen. Voorts gold dat het muziekinstrument weinig voorkwam en daardoor werd er weinig voor geschreven en zat het repertoire in een vicieuze cirkel terecht. In de late 19e en 20e eeuw werd de zuiverheid, net als bij andere muziekinstrumenten) sterk verbeterd en werd het transport door gemotoriseerd verkeer ook eenvoudiger. De prijs (in 2015 circa 20.000 euro) en fysieke logheid blijft echter een probleem. 
Vanaf het midden van de 20e eeuw is er een aantal componisten, die concerto’s voor dit instrument heeft geschreven. Speciaal te noemen is de Fin Kalevi Aho, die voor alle instrumenten die gebruikt (kunnen) worden in een symfonieorkest een concert wil schrijven.
Concerten of soortgelijke werken met de contrafagot:
- Kalevi Aho (Concerto, 2004/2005)
- Henk Badings (Dubbelconcert voor fagot en contrafagot) (1963/1964)
- Léon Biriotti (Concerto, 1999)
- Barton Cummings (Concerto, 2002)
- Daniel Dorf (Concerto, 1989)
- Donald Erb (Concerto, 1984)
- Donald Erdman (Concert voor fagot, contrafagot en orkest)
- P. Kellach Waddle (Concerto)
- Terje Bjorn Lerstad (Concertino opus 113a, 1983)
- Vazgan Moeradian (Concerto opus 86)
- Othmar Nussio (Divertimento voor contrafagot en strijkers)
- Gunther Schuller (Concerto, 1978))
- Michael Tilson Thomas (Urban Legend, 2002)
- John Woolrich (Concerto, 2009)